# Kernkeulenverwandte
Die Kernkeulenverwandten (Cordycipitaceae) bilden eine Familie parasitischer Schlauchpilze in der Ordnung der Krustenkugelpilzartigen. Es gibt weltweit Nachweise von Vertretern der Familie.

## Beschreibung
Die Arten der Kernkeulenverwandten haben Stromata oder Subicula, die bleich oder leuchtend pigmentiert und fleischig sind. Ihre Perithecien befinden sich an der Bodenoberfläche oder sind vollständig in das Substrat eingebettet und rechtwinklig zur Oberfläche der Stroma ausgerichtet. Die Asci sind zylindrisch mit verdickter Spitze. Die Ascosporen sind normalerweise zylindrisch, enthalten viele Septen und bleiben bis zur Reife entweder intakt oder zerfallen zu diesem Zeitpunkt.

## Taxonomie
Die Familie wurde 1969 von dem Mykologen Hanns Kreisel erstmals beschrieben,:112 doch war der Name nicht gemäß dem International Code of Nomenclature for algae, fungi, and plants gültig publiziert worden. Dies erfolgte erst 2007.
Die Typus-Gattung ist Cordyceps Fr. (1818).

### Gattungen
- Akanthomyces
- Ascopolyporus
- Beauveria – anamorph
- Beejasamuha
- Cordyceps
- Coremiopsis
- Engyodontium – anamorph
- Gibellula
- Hyperdermium
- Insecticola
- Isaria – anamorph
- Lecanicillium – anamorph
- Microhilum – anamorph
- Phytocordyceps
- Pseudogibellula
- Rotiferophthora
- Simplicillium – anamorph
- Torrubiella